# Hersilia clarki
Hersilia clarki är en spindelart som beskrevs av Benoit 1967. Hersilia clarki ingår i släktet Hersilia och familjen Hersiliidae.
Artens utbredningsområde är Zimbabwe. Inga underarter finns listade i Catalogue of Life.